# 리드펜

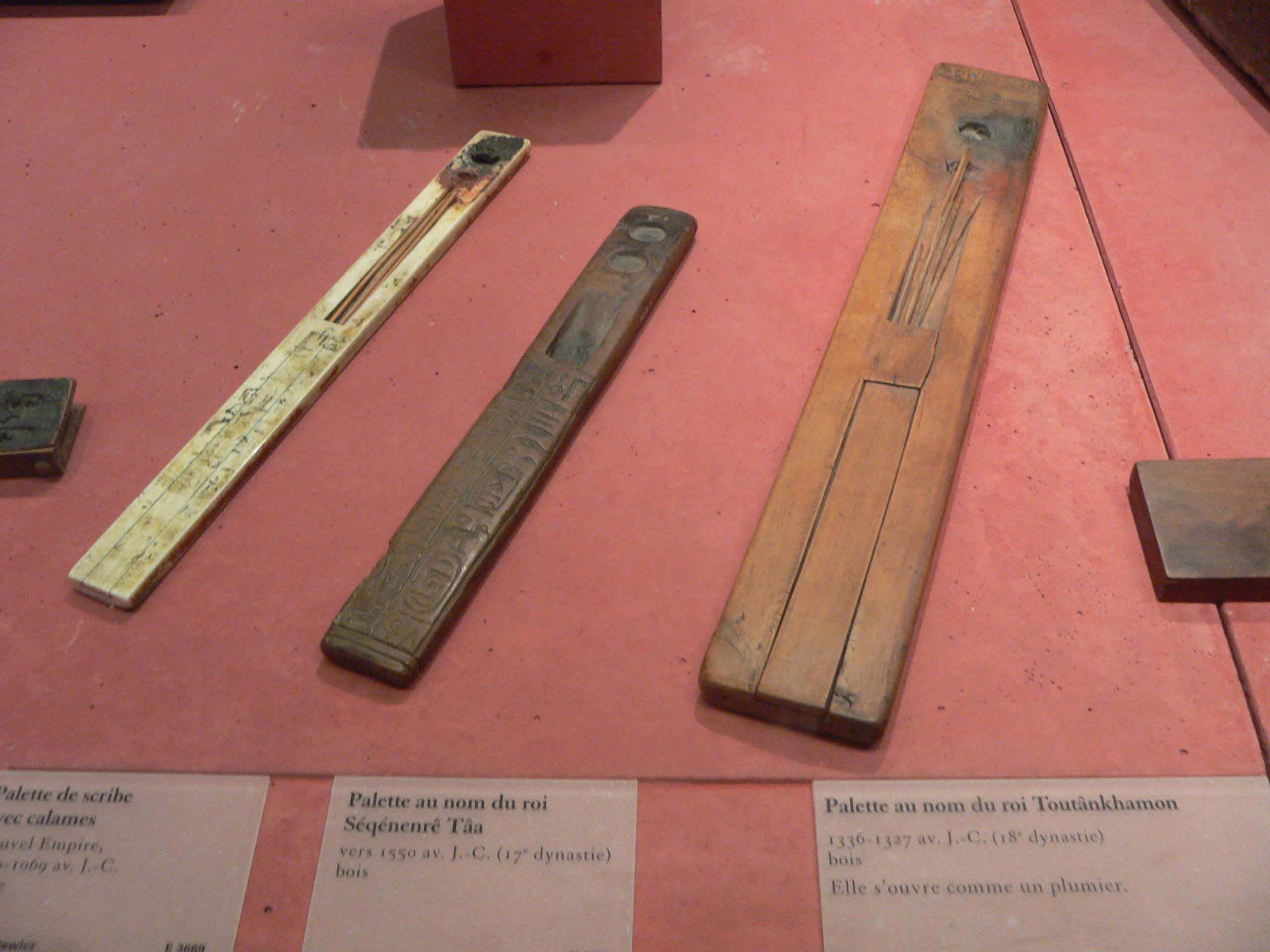
상아와 나무로 만들어진 이집트의 리드펜. 루브르 박물관 소장.

리드펜(reed pen, kalamoi; singular κάλαμος kalamos)은 갈대짚이나 대나무를 잘라 다듬어 만든 필기 도구이다.

## 역사 및 제조
쪼개진 닙과 같이 만들어진 리드펜은 기원전 4세기 고대 이집트 유적지에서 발견되었다. 파피루스에 글을 쓰는 데 사용되었고, 고대에는 가장 흔한 필기 도구였다. 메소포타미아와 수메르에서는 펜을 점토판에 눌러 쐐기 문자를 사용하여 기록했다.
리드펜을 만들기 위해, 필경사들은 손상되지 않은 갈대 조각을 20cm 정도 가져가서, 그 끝을 물 속에 얼마간 남겨두었다. 이를 통해 펜이 절단될 때 깨지지 않도록 했다. 그들은 펜의 끝이 충분히 뾰족해질 때까지 자르는 일련의 칼집을 만들었다. 그리고 뾰족한 끝을 약간 잘라내어 글씨를 쓰기에 적합하도록 끝이 약간 사각형을 형성하였다. 마지막에  잉크통 역할을 하는 공간을 펜촉 끝에서 시작하여 적당한 길이가 될 때까지 연장했다. 펜이 두 동강 날 위험이 있기 때문에 크게 늘리지 않도록 주의를 기울였다. 펜의 내구성이 낮기 때문에 초기 필자들에게 리드펜을 만드는 기술이 중요했다.
리드펜은 깃털에서 잘라낸 깃펜보다 뻣뻣하고 뾰족한 끝이 오랫동안 유지되지 않는다. 이로 인해 머지 않아 깃펜로 대체되었다. 그럼에도 리드펜은 굵은 글씨를 쓸 수 있으며, 서예에서 중요한 도구로 남아 있다.

## 예술에서의 리드펜

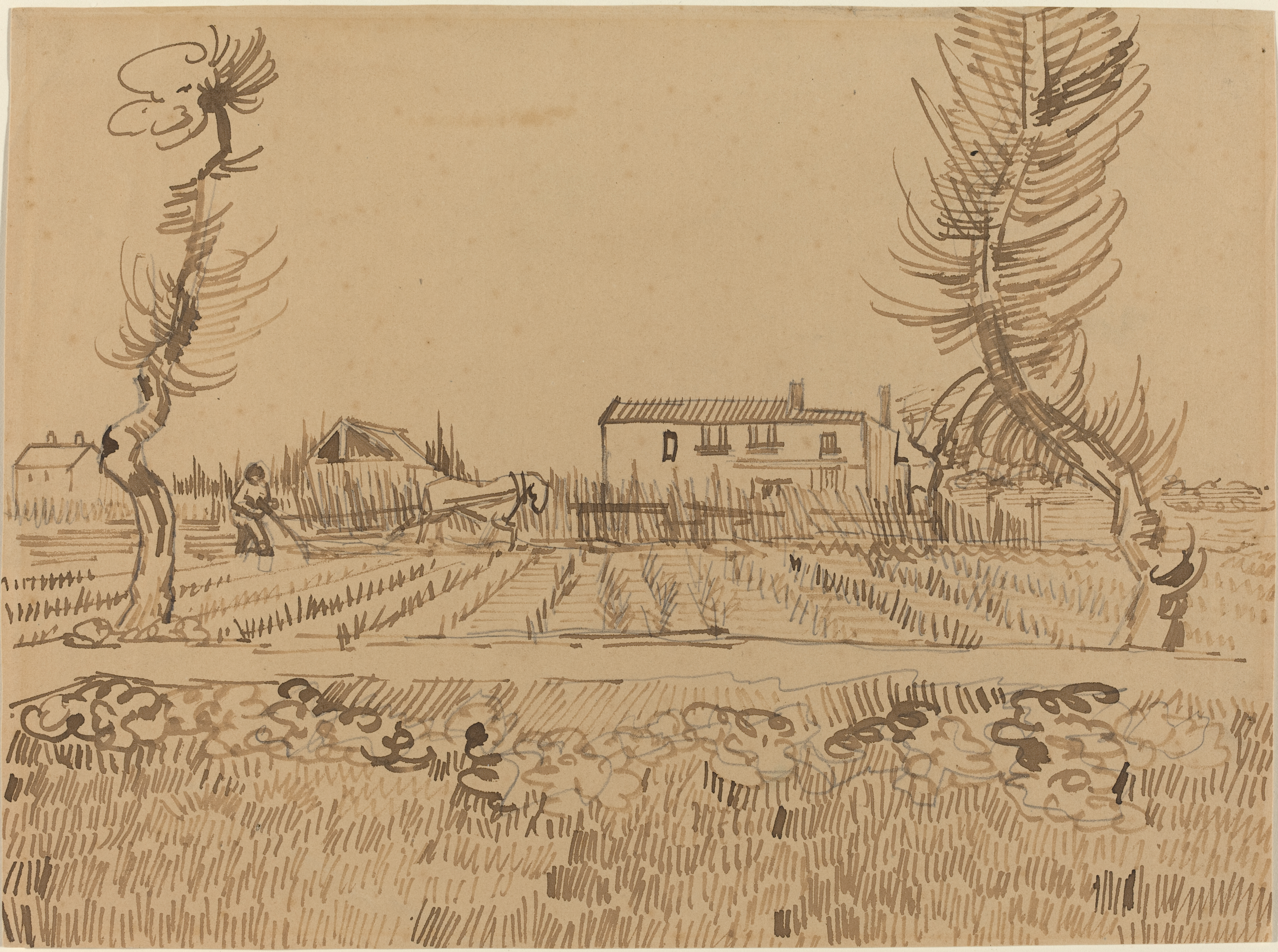
빈센트 반 고흐, Ploughman in the Fields near Arles, 1888년, 워싱턴 D.C.의 내셔널 갤러리 오브 아트 소장.

비록 깃펜이 중세 시대에 리드 펜을 대체했지만, 때때로 리드펜이 만들어내는 강력한 필치는 현대 예술가들에게 선호되어 왔다. 19세기 말까지 대부분의 예술은 부유한 후원자나 교회와 같은 기관에서 의뢰를 받았다. 이와 같이, 받아들여진 주제에 대한 더 전통적인 묘사는 가장 인기 있고 널리 받아들여졌다. 19세기 동안 사회와 문화의 변화는 문학과 예술에 반영되었다. 이것으로, 예술가들은 그들의 비전을 표현하고 그들 자신의 개인적인 스타일을 창조하기 위한 다양한 방법들을 탐구하기 시작했다. 예술가 빈센트 반 고흐는 리드펜의 강한 필치와 강조점을 갈색 잉크와 흑연과 결합하여 독특한 스타일의 그림을 만들었다.

## 같이 보기
- 펜의 종류, 상표, 제조사 목록
- 깃펜